# Keith Relf
William Keith Relf (Londra, 22 marzo 1943 – Londra, 12 maggio 1976) è stato un cantante, chitarrista e armonicista britannico.

## Biografia
Nato a Londra nel 1943, fu il cantante, chitarrista ritmico e armonicista degli Yardbirds, band di cui fu uno dei fondatori. Dopo lo scioglimento del gruppo fece parte di diversi gruppi, tra cui la band folk rock Renaissance, la cui cantante era la sorella, Jane Relf.
Relf co-scrisse molte della canzoni originali degli Yardbirds (Shapes of Things, I Ain't Done Wrong, Over Under Sideways Down, Happenings Ten Years Time Ago), mostrando una propensione verso le sonorità folk-acustiche verso il finire degli anni sessanta (Only the Black Rose). Egli fornì anche la voce solista in una versione preliminare di Dazed and Confused in occasione di alcuni concerti degli Yardbirds, canzone che sarebbe stata in seguito incisa dai Led Zeppelin.
Il suo singolo di debutto come solista, Mr. Zero, raggiunse la posizione numero 50 nella Official Singles Chart nel maggio 1966.
Morì il 12 maggio 1976 mentre suonava la sua chitarra, per un corto circuito causato dalla stessa, all'interno della sua abitazione a Londra. Relf aveva solo 33 anni.
Sebbene la maggior parte delle fonti indichi erroneamente il 14 maggio come data di morte di Keith (il giorno in cui molti giornali hanno pubblicato l'articolo), sul certificato di morte ufficiale è stato dichiarato morto il 12 maggio al West Middlesex Hospital.

## Discografia solista
Singoli
- Mr. Zero / Knowing – UK Columbia DB7920 / U.S. Epic 10044 (maggio 1966)[4]
- Shapes In My Mind / Blue Sands – UK Columbia DB8084 / US Epic 10110 (novembre 1966)[5]